# Современное пятиборье на Играх стран СНГ 2023
Современное пятиборье на играх стран СНГ 2023 — соревнования по современному пятиборью на играх стран СНГ 2023 состоялись в городе Минск, Беларусь с 8 августа по 13 августа на площадках БГУФК. Разыграно 7 комплектов наград.

## Календарь
| ЦО | Церемония открытия | 2 | Финалы соревнований | ЦЗ | Церемония закрытия |

| Август                | Август                | 8 Вт | 9 Ср | 10 Чт | 11 Пт | 12 Сб | 13 Вс | Медали |
| --------------------- | --------------------- | ---- | ---- | ----- | ----- | ----- | ----- | ------ |
| Современное пятиборье | Современное пятиборье | ●    | ●    | 1     | 1     | 2     | 1     | 7      |

## Медальный зачёт
*   Принимающая страна (Беларусь)
| Место          | Страна         | Золото | Серебро | Бронза | Всего |
| -------------- | -------------- | ------ | ------- | ------ | ----- |
| 1              | Россия         | 4      | 2       | 2      | 8     |
| 2              | Беларусь*      | 3      | 4       | 0      | 7     |
| 3              | Казахстан      | 0      | 1       | 1      | 2     |
| 4              | Египет         | 0      | 0       | 4      | 4     |
| Всего стран: 4 | Всего стран: 4 | 7      | 7       | 7      | 21    |

## Призёры

### Мужчины
| Дисциплины           | Золото                                                | Золото | Серебро                                                         | Серебро | Бронза                                                    | Бронза |
| -------------------- | ----------------------------------------------------- | ------ | --------------------------------------------------------------- | ------- | --------------------------------------------------------- | ------ |
| Индивидуальный зачёт | Россия · Карачин Кирилл                               | 1214   | Россия · Зоркин Егор                                            | 1195    | Россия · Попов Тимофей                                    | 1181   |
| Командный зачёт      | Россия · Карачин Кирилл · Зоркин Егор · Попов Тимофей | 3590   | Беларусь · Сафончик Алексей · Белякович Даниил · Лысенко Никита | 3453    | Казахстан · Богданов Даниил · Чувашов Лев · Живица Никита | 3405   |
| Эстафета             | Россия · Зоркин Егор · Попов Тимофей                  | 1625   | Беларусь · Сивицкий Назар · Лысенко Никита                      | 1586    | Египет · Амер Омар · Або-Эль-Фетух Али                    | 1576   |

### Женщины
| Дисциплины           | Золото                                                       | Золото | Серебро                                                            | Серебро | Бронза                                              | Бронза |
| -------------------- | ------------------------------------------------------------ | ------ | ------------------------------------------------------------------ | ------- | --------------------------------------------------- | ------ |
| Индивидуальный зачёт | Беларусь · Гнедчик Мария                                     | 1123   | Беларусь · Бурая Мира                                              | 1113    | Россия · Сазонова Виктория                          | 1109   |
| Командный зачёт      | Беларусь · Гнедчик Мария · Бурая Мира · Малашенока Анастасия | 3335   | Россия · Сазонова Виктория · Скуднякова Елизавета · Боровкова Юлия | 3260    | Египет · Хусейн Наджва · Бихейри Нуран · Энает Алия | 3010   |
| Эстафета             | Беларусь · Гнедчик Мария · Бурая Мира                        | 1003   | Казахстан · Понер Ярославна · Кочеткова Анастасия                  | 981     | Египет · Хусейн Наджва · Бихейри Нуран              | 949    |

### Смешанные
| Дисциплины | Золото                                        | Золото | Серебро                                            | Серебро | Бронза                               | Бронза |
| ---------- | --------------------------------------------- | ------ | -------------------------------------------------- | ------- | ------------------------------------ | ------ |
| Эстафета   | Россия · Скуднякова Елизавета · Попов Тимофей | 1086   | Беларусь · Малашенока Анастасия · Сафончик Алексей | 1082    | Египет · Хусейн Наджва · Озеро Нуран | 1058   |